# Escut angolès
|  | Aquest article tracta de l'antiga moneda angolesa. Pel que fa a l'emblema heràldic d'Angola, vegeu Escut d'Angola. |

L'escut angolès (en portuguès escudo de Angola, escudo angolano o, simplement, escudo) fou la moneda d'Angola entre 1914 i 1928 i, novament, entre 1958 i 1977. Es dividia en 100 centaus (centavos). El seu símbol era el cifrão {\displaystyle (\mathrm {S} \!\!\!\Vert )}, similar al símbol del dòlar però amb dues barres verticals en comptes d'una.
Va substituir el real a raó de 1.000 réis per escut. El 1928, fou substituït per l'angolar: els bitllets es van canviar a raó d'1 angolar per 1,25 escuts, mentre que les monedes de centaus no van perdre valor i es van continuar emetent amb el mateix disseny per a l'angolar. Tant l'angolar com, abans, l'escut angolès eren equivalents a l'escut portuguès.
El 1953, Portugal va començar a unificar les monedes de les colònies, procés que es va completar a Angola al final del 1958, amb la reintroducció de l'escut angolès. El 1977, arran de la independència d'Angola, l'escut fou substituït pel kwanza en termes paritaris (1 kwanza = 1 escut).
Al començament, només se'n van imprimir bitllets i en aquesta colònia portuguesa es feien servir les monedes de la metròpolis, fins al 1921 que se'n van encunyar de pròpies. En el moment de la seva desaparició, en circulaven monedes de 10, 20 i 50 centaus i 1, 2½, 5, 10 i 20 escuts, juntament amb bitllets de 20, 50, 100, 500 i 1.000 escuts. Els bitllets foren emesos, en una primera època, pel Banc Nacional Ultramarí (Banco Nacional Ultramarino) i, a partir del 1926, pel Banc d'Angola (Banco de Angola).